# Calodia setulosa
Calodia setulosa är en insektsart som beskrevs av Zhang 1994. Calodia setulosa ingår i släktet Calodia och familjen dvärgstritar. Inga underarter finns listade i Catalogue of Life.